# 즈바르터 핏

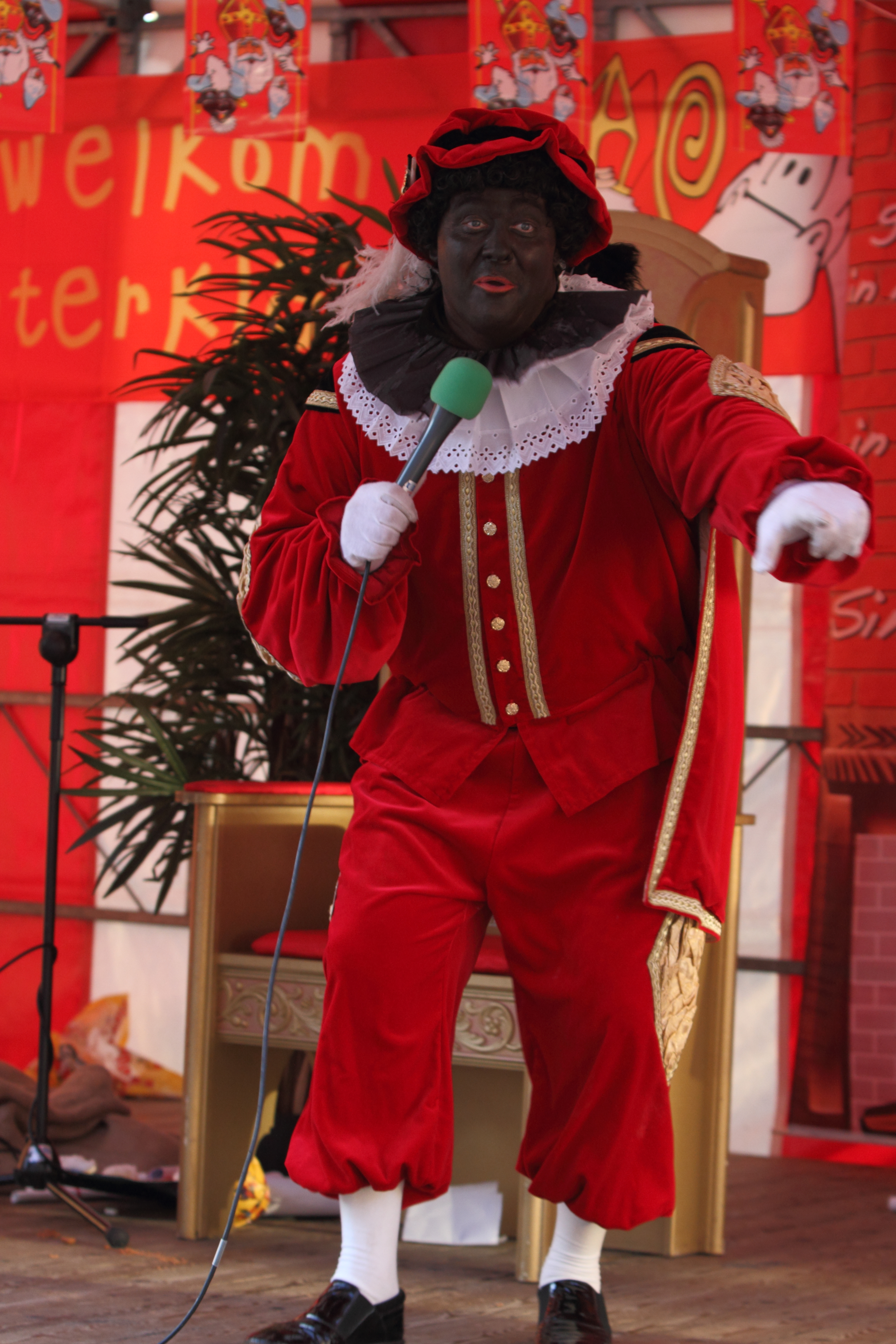
즈바르터 핏

즈바르터 핏(네덜란드어: Zwarte Piet) 혹은 블랙 피트(영어: Black Pete)는 성 니콜라우스의 도우미이다. 네덜란드의 신터클라스를 도우는 역할을 하고 있으며, 산타 클로스의 조수로 등장하는 엘프와 비슷한 위치에 있는 존재이다.

## 유래
즈바르터 핏의 얼굴을 까맣게 칠하는 이유는 스페인에서 온 무어인을 형상화한 것으로 알려져 있다. 오늘날에는 집 굴뚝을 들락날락 하다가 얼굴에 검댕이가 붙게 되어서 까만 얼굴을 가지게 되었다는 이야기로 각색되곤 한다.

## 인종차별 논란
과거 이 문화의 유래가 무어인들을 형상화하기 위해 얼굴을 검게 칠했다는 점에서, 이 전통이 인종차별적인 개그에서 비롯된 블랙페이스와 관련있는 분장을 한다는 것, 그리고 후대에 들어와서 얼굴을 검게 칠한 사람들이 백인인 신터클라스의 도우미 역할을 하는 것이 인종차별과 관련되어 큰 논란이 되었다.